# Pleine-Selve (Aisne)
Pleine-Selve je francouzská obec v departementu Aisne v regionu Hauts-de-France. V roce 2012 zde žilo 175 obyvatel.

## Sousední obce
La Ferté-Chevresis, Origny-Sainte-Benoite, Parpeville, Ribemont, Villers-le-Sec

## Vývoj počtu obyvatel
Počet obyvatel